# Кампозано
Кампозано (итал. Camposano) је насеље у Италији у округу Напуљ, региону Кампанија.
Према процени из 2011. у насељу је живело 5309 становника. Насеље се налази на надморској висини од 45 м.

## Становништво
| 1931. | 1936. | 1951. | 1961. | 1971. | 1981. | 1991. | 2001. | 2011. |
| ----- | ----- | ----- | ----- | ----- | ----- | ----- | ----- | ----- |
| 2.825 | 2.855 | 3.771 | 4.057 | 4.001 | 5.242 | 5.429 | 5.303 | 5.365 |